# Indice Cobb
L'indice Cobb est une donnée caractéristique d'un papier ou d'un carton. Il correspond à la masse d’eau absorbée par unité de surface dans des conditions normalisées,. Cet indice fournit des informations sur la capacité d'absorption d'eau du papier, du carton compact et du carton ondulé.

## Applications
Cette valeur est importante pour le carton ondulé lors du calcul de la stabilité attendue d'une boîte en carton. Dans la manutention internationale de marchandises, en particulier dans les pays tropicaux, les emballages en carton compact ou ondulé ne peuvent avoir qu'une faible absorption d'humidité, car la stabilité de l'emballage diminue avec l'augmentation de l'absorption d'eau. Plus l'indice Cobb est faible, plus l'emballage reste stable même en cas d'humidité élevée.
Dans le cas du papier, l'écriture et l'impression à l'encre (imprimante à jet d'encre) ne sont possibles qu'avec des papiers ayant certaines valeurs d'absorption d'eau. Certains indices Cobb doivent également être fournies pour d'autres procédés d'impression.

## Exemple
Une boîte GC1 a une absorption d'eau (Cobb 60 s) au niveau de sa face avant inférieure à 35 g/m2. Cela signifie qu'un mètre carré à l'avant d'une boîte GC1 absorbe jusqu'à 35 grammes d'eau après 60 secondes d'exposition.

## Amélioration de l'indice
Le papier et le carton doivent être traités pour atteindre certains indices Cobb. Ceci est généralement réalisé par ce que l'on appelle le dimensionnement. Pendant la production (encollage en masse) ou sur le papier fini (encollage en surface), des produits chimiques (agents d'encollage) sont appliqués, ce qui provoque une hydrophobisation partielle.

## Autres caractéristiques de stabilité d'une boîte
Les autres caractéristiques de la stabilité d'une boîte en carton sont :
- la résistance à la compression (box compression test, BCT) ;
- la résistance à la compression sur chant (edge crush test, ECT) ;
- le nombre et la hauteur des ondulations pour le carton ondulé ;
- la structure et l'épaisseur du matériau ;
- la longueur de fibre.